# Stambolijski (obwód Chaskowo)
Stambolijski (bułg. Стамболийски) – wieś w południowej Bułgarii, w obwodzie Chaskowo, w gminie Chaskowo. Według danych Narodowego Instytutu Statystycznego, 31 grudnia 2011 roku wieś liczyła 843 mieszkańców.